# Мали гњурац
Мали гњурац или патуљасти гњурац (лат. Tachybaptus ruficollis) члан је породице гњураца водених птица. Латинско име рода потиче од старогрчких речи takhus — „брзо” и bapto — „потонути под”. Специфични додатак ruficollis долази из латинског rufus — „црвени” и савременог латинског collis/collum — „врат”.
Дужине између 23 до 29 цм, мали гњурац је најмањи европски члан породице. Станиште овог гњурца обично обухвата отворене водене површине.

## Галерија
- Узгој
- Гнездо до самог језера у Џодпуру, у Индији
- Изглед врсте
- Јаја птице у музеју у Немачкој
- Цртеж врсте
- Tachybaptus ruficollis